# Desolation Peak Lookout
Pour les articles homonymes, voir Desolation.
Le Desolation Peak Lookout est une tour de guet du comté de Whatcom, dans l'État de Washington, dans le nord-ouest des États-Unis. Situé à 1 859 mètres d'altitude au sommet du pic Desolation, dans les North Cascades, il est protégé au sein de la Ross Lake National Recreation Area.
Construit en 1932 par Oscar Banner, un employé du Service des forêts des États-Unis, le Desolation Peak Lookout est tenu par Jack Kerouac durant l'été 1956, ce que l'écrivain raconte dans Anges de la Désolation. Il est inscrit au Registre national des lieux historiques depuis le 10 février 1989.